# 菊地優見
菊地優見（日语：菊地 ゆうみ，1984年9月18日—），日本女性配音員。出身於東京都。身高153cm。A型血。

## 人物簡介
現為自由身。舊藝名菊地優見（現用藝名是將「優見」改成平假名）。童星出身。從4歳至20歳為止從屬向日葵劇團，2011年12月為止是Production baobab所屬。
擅長飾演10來歲正值青春期、天然呆型、掌握內容之關鍵的神秘少女。主要參加海外電影、電視影集及動畫的日語配音，當中又以華特迪士尼公司的作品較多。另外還擔任過琳賽·蘿涵出道初期主演的電影《天生一對》、《真人大小》、《小記者大偵探》等三部的日文配音。
經常在書面將「美」的日文讀音寫做以表示對她的稱呼，這也是她把名字後面的漢字改成平假名的原因。
擁有漢字檢定2級的資格。興趣為音樂鑑賞。特長是彈鋼琴。

## 演出作品
※粗體字表示說明飾演的主要角色。

### 電視劇
- 十時半睡事件帖（日语：十時半睡事件帖 (テレビドラマ)） 第19話（1994年，NHK）－

### 電視動畫
年份不詳
- 畢普的偉大世界（畢普）

1992年
- 我們彼此是好朋友吧（日语：眠れぬ夜の小さなお話）（星）

2004年
- 野昭如 戰爭童話集「一艘小型潛水艇愛上鯨魚的故事（日语：小さい潜水艦に恋をしたでかすぎるクジラの話）」（好惠）

2008年
- CLANNAD ～AFTER STORY～（小孩）
- 深淵傳奇（〈幼年時期〉、小孩）
- 卡片鬥士翔（大空雀）

### OVA
1992年
- 夜不成眠的小故事（日语：眠れぬ夜の小さなお話）（星）

2009年
- 聖鬥士星矢 THE LOST CANVAS 冥王神話（安娜）

2010年
- 純愛手札4 ORIGINAL ANIMATION -發現者的開始（水月春奈）[注 1]

### 電影動畫
- 我想當第5名（廣子）

### 遊戲
2009年
- 純愛手札4（水月春奈）

2010年
- 第二國度（阿麗茜亞〈少女時期〉）

### 外語配音
※作品依英文名稱及英文原名排序。

#### 演員
- 琳賽·蘿涵
  - 小記者大偵探（日语：Get a Clue）（Lexy Gold）
  - 真人大小（Casey Stuart）
  - 天生一對（Hallie Parker／Annie James【一人飾演二角】）

#### 電影
- 班傑明的奇幻旅程（少女時期的Katherine）
- 海蒂（Heidi）
- 情獄（少女時期的Céline〈Tiffany Tougard 飾演〉）
- 神探加傑特（Penny〈Michelle Trachtenberg 飾演〉）
- 魔疫（Loren McConne〈AnnaSophia Robb 飾演〉）
- 暗夜來電（少女時期的Wendy Baldwin〈Jenny Mollen 飾演〉）
- 黑輪五虎將（英语：Roll Bounce）（Sonya〈Busisiwe Irvin 飾演〉）
- Sergeant Pepper（Felicia Singer）
- 親切的金子（Jenny〈權藝英 飾演〉）
- 愛妳如詩美麗（英语：The Tiger and the Snow）（Rosa〈Anna Pirri 飾演〉）
- 陰森林

#### 電視影集
- 聖女魔咒 (第7季)
- 犯罪心理（Emily Prentiss）－第3集。
- CSI犯罪現場：邁阿密 (第5季)（Emma Kaye〈Tessa Allen 飾演〉）－第11集。
- 法比奧·蒙塔
- 靈感應（Sarah）
- 奇異果女孩
- 太王四神記
- 迷失（Anne）
- 靈媒緝凶 (第2季)（Mindy）－第11集。
- 風雲女郎（英语：Murphy Brown）（Lilly〈Chelsea Hertford 飾演〉）
- Pirate Islands（英语：Pirate Islands）（Sarah Redding〈Eliza Taylor-Cotter 飾演〉）
- 史前逃龍 (第2季)（Taylor）
- 通往埃文利之路（英语：Road to Avonlea）（Dora Keith）－第17集。
- 搖滾教室（英语：Rock School）（Camilla）
- Sadie my Diary（Sadie Hathorn）
- 星際之門 亞特蘭蒂斯（英语：Stargate Atlantis）（少年）－第7集。
- 失蹤現場（Sofy）
- 兩小無猜（The Wonder Years）

### 動畫
- 鄉下人（Jazmine）
- 艾蓮娜公主（Sofia）
- 神奇無尾熊（英语：The Koala Brothers）（George）
- 小公主蘇菲亞（Sofia）
- 少年悍將（Melvin）－第59集客串出演。
- Weekender（Tissue）

### 舞台
- 我的鋼琴劇院（上原由紀，青山圓形劇場）
- 雅努什·科扎克先生（芙烈達，東京地球座（日语：東京グローブ座） (舊：大阪近鐵劇場)）

### 廣告
- JOMO（日语：ジャパンエナジー） 企業廣告
- 夏普 書院
- 大阪瓦斯 企業廣告

### 旁白
2015年
- 東京迪士尼渡假區 夢想四微笑Ⅱ《摘要版》特別活動篇 表演秀&巡遊篇（Blu-ray／DVD，2015年2月4日發行）

## 腳註

## 外部連結
- Production baobab所屬期間的聲優簡介 （日語）（2011年10月17日的檔案館）
- 菊地優見的X（前Twitter） （日語）